# Aéroport de Nancy-Essey
L'aéroport de Nancy-Essey est un aéroport du département français de Meurthe-et-Moselle. Bien que situé dans la commune de Tomblaine, il tire son nom de Nancy et Essey-lès-Nancy.
Cet aérodrome est ouvert au trafic VFR et IFR national et international commercial non régulier et aux avions privés.

## Histoire
Avant 1926, le plateau de Malzéville était utilisé comme aérodrome militaire. Mais, trop petit, sans possibilité d'extension et d'un usage malaisé, son transfert sur un terrain mieux adapté aux besoins grandissants de l'aviation est pris sur la proposition du lieutenant-colonel Bouchet. Les travaux, effectués par le 15e régiment du génie de l'air, ont lieu en 1924 et 1925 et en mai 1926, les escadrilles de la base d'Essey-les-Nancy sont transférées vers le nouvel aéroport.

### Usage militaire

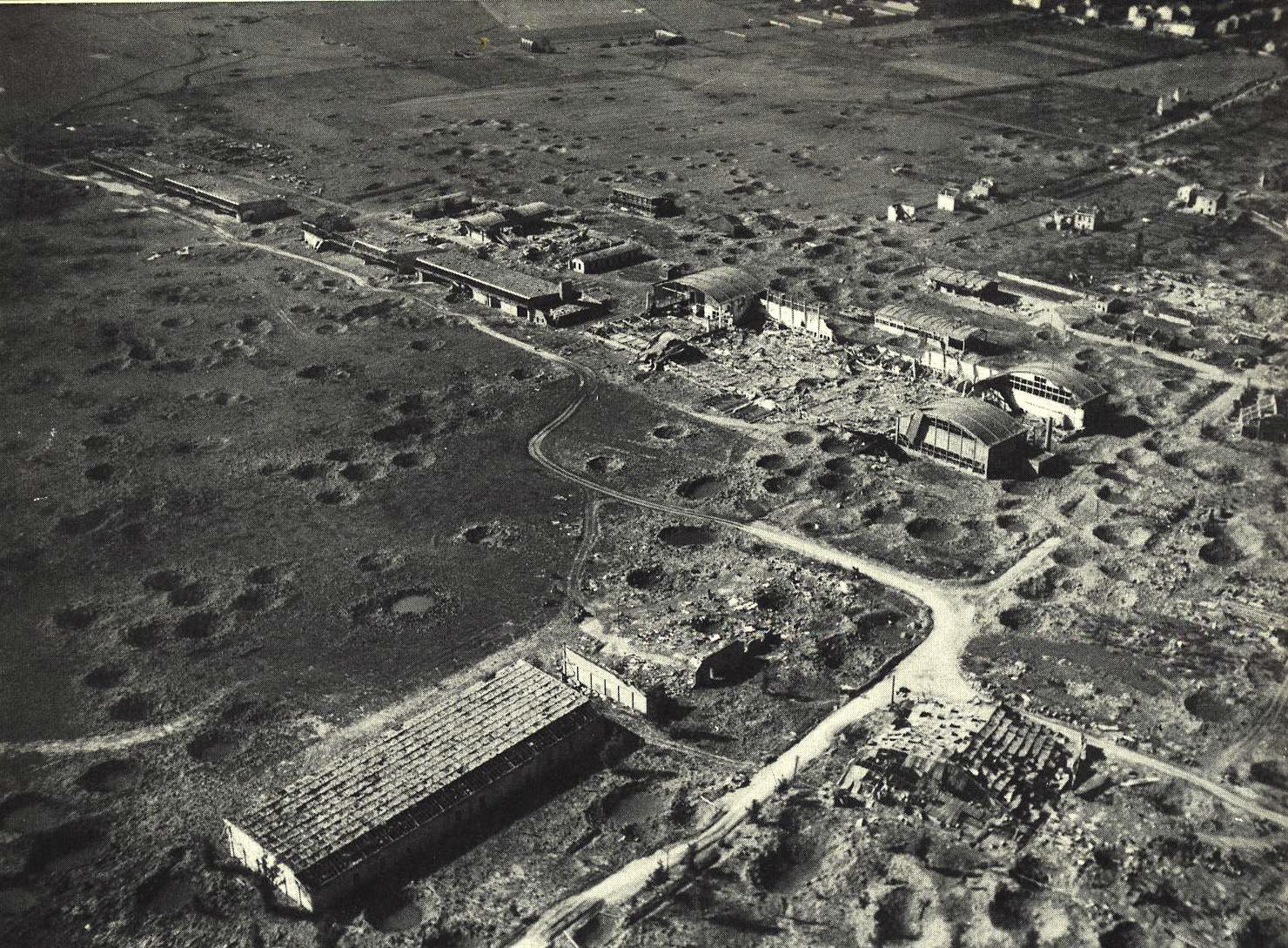
Effet des bombardements (18 août 1944).

L'aérodrome a été utilisé par l'armée de l'air avant la Seconde Guerre mondiale, et a accueilli une école de pilotage dès 1936. Il a été occupé par la Luftwaffe entre 1940 et 1944, et a été bombardé à plusieurs reprises.
Le terrain de Nancy-Essey fut une importante base de l'aviation légère de l'armée de terre depuis les années 1950 jusqu'à la fin des années 1990. Les unités suivantes y furent notamment basées :
- 6e GALAT
- 6e GALREG
- 11e GHL
- 7e RHC
- 4e RHCM
- GALAT 102
- CISALAT
- COMALCA 1

### Usage civil
À cause de la trop grande proximité de Paris, l'aviation commerciale s'est développée tardivement en Lorraine. L'aéroport a été utilisé au milieu des années 1930 par la compagnie postale Air Bleu, qui exploitait une ligne Paris-Le Bourget - Nancy - Strasbourg, mais cette expérience fut de courte durée. Les activités commerciales ne reprirent que dans les années 1950, sous l'impulsion de la compagnie locale appartenant aux fonderies de Pont à Mousson, la Pamair. L'aéroport a accueilli des vols réguliers jusqu'en 1991, année au cours de laquelle tous ceux-ci ont été transférés sur le nouvel aéroport Metz-Nancy-Lorraine, mieux équipé.
L'aéroport a ainsi accueilli diverses compagnies régulières notamment Air Vosges, Rousseau Aviation, Air Alsace puis TAT devenue par la suite Air Liberté. Des lignes vers Paris, Lyon, Londres, Dijon (avec prolongement vers Limoges et Bordeaux), Nice, Toulouse et Nantes ont été exploitées dans les années 1970 à 1990.
Au milieu des années 1970, l'aéroport était relié à :
- Londres Gatwick et Colmar en SN 601 - Corvette d'Air Alsace puis Air Alpes ;
- Dijon, avec prolongement sur Limoges et Bordeaux en Beechcraft 99 d'Air Limousin ;
- Lyon et Paris en Nord 262 de Rousseau Aviation, lignes reprises par la suite en Fairchild 227 de TAT ou en Corvette (1976).
- Strasbourg avec TAT[2].

Au début des années 1980, l'aéroport accueillait 50 000 passagers par an. 
Avec le rachat par TAT de différentes compagnies de troisième niveau, dont Air Alpes, Air Alsace ou Rousseau Aviation, et surtout l'augmentation des prix du carburant, la plupart des lignes ont été fermées à la fin des années 1970. Seules subsistaient celles de Paris et de Lyon. 
Afin de défricher les futures lignes de l'aéroport régional, un certain nombre de destinations ont été ouvertes par TAT à la fin des années 1980, comme Nantes et Toulouse en Beechcraft 200 puis en Beechcraft 1900, voire Embraer 120 Brasilia ou ATR 42.
C'est de l'aéroport Nancy-Essey qu'est parti le Vol TAT 230 qui s'est écrasé en région parisienne le 4 mars 1988.
Depuis le 1er janvier 2012, l'aéroport est exploité par la SASU Grand Nancy Aéropôle après plusieurs années passées sous la gestion du syndicat mixte. Un certain nombre de projets sont à l'étude avec notamment le rallongement de la piste, la rénovation des hangars du 4e RHC situés dans les quartiers Kleber ainsi que la rénovation des hangars existants. Il sert également de plateforme de dégagement aux avions se rendant à l'aéroport de Metz-Nancy-Lorraine lorsque les conditions météorologiques sont trop mauvaises sur ce dernier. Mais l'aéroport de Nancy-Essey est avant tout une plateforme très importante en ce qui concerne les rapatriements sanitaires et les transports d'organes. Il accueille chaque année un nombre d'avions d'affaires non négligeable.
Chaque année l'aéroport accueille entre 1 500 et 3 000 passagers.
On trouve plusieurs entreprises et associations implantées sur l'aéroport : 54 Aéro Maintenance, Actibac, Auto Technique Lorrain, Burotherm, CCI Formation, CFAD, CRV, Ducavia, Diffusion Prod, Ecoterre, Helimouv, Icare, Icarius, Les Ailes nancéiennes, Les Têtes brulées, Liaisons d'être, Lorraine Aviation, Lorraine Motors, Miniplan, école d'ULM Parafly. 

## Statistiques
Pour des raisons techniques, il est temporairement impossible d'afficher le graphique qui aurait dû être présenté ici.

Voir la requête brute et les sources sur Wikidata.
| Année | Passagers | Mouvements | Mouvements non commerciaux | Mouvements commerciaux |
| ----- | --------- | ---------- | -------------------------- | ---------------------- |
| 2023  | 1 227     | 23 037     | 22 753                     | 284                    |
| 2022  | 1 277     | 22 817     | 22 817                     | 295                    |
| 2021  | 1 626     | 22 791     | 22 791                     | 313                    |
| 2020  | 1 706     | 19 223     | 19 233                     | 190                    |
| 2019  | 1 952     | 22 744     | 22 272                     | 236                    |
| 2018  | 1 695     | 22 908     | 22 609                     | 299                    |
| 2017  | 2 271     | 23 320     | 23 027                     | 293                    |
| 2016  | 2 185     | 18 995     | 18 754                     | 241                    |
| 2015  | 1 726     | 22 493     | 22 295                     | 204                    |
| 2014  | 1 636     | 25 482     | 25 271                     | 211                    |
| 2013  | 1 744     | 21 831     | 21 627                     | 198                    |
| 2012  | 2 640     | 25 387     | 25 093                     | 294                    |
| 2011  | 2 805     | 30 189     | 29 222                     | 967                    |
| 2010  | 2 744     | 26 636     | 25 676                     | 960                    |
| 2009  | 2 975     | 26 656     | 25 600                     | 1 056                  |
| 2008  | 3 422     | 26 156     | 24 877                     | 1 279                  |
| 2007  | 4 344     | 23 063     | 21 376                     | 1 687                  |
| 2006  | 5 914     | 24 184     | 22 331                     | 1 853                  |
| 2005  | 3 598     | 27 345     | 25 572                     | 1 773                  |
| 2004  | 3 078     | 27 775     | 26 027                     | 1 748                  |
| 2003  | 3 079     | 26 981     | 25 228                     | 1 753                  |
| 2002  | 2 601     | 27 300     | 25 888                     | 1 412                  |
| 2001  | 3 443     | 31 993     | 30 127                     | 1 866                  |
| 2000  | 3 992     | 29 714     | 27 602                     | 2 112                  |